# Rewal (gmina)
Rewal est une gmina rurale du powiat de Gryfice, Poméranie-Occidentale, dans le nord-ouest de la Pologne. Son siège est le village de Rewal, qui se situe environ 23 km au nord-ouest de Gryfice et 80 km au nord de la capitale régionale Szczecin.
La gmina couvre une superficie de 41,13 km2 pour une population de 3 871 habitants en 2016.

## Géographie
La gmina inclut les villages de Niechorze, Pobierowo, Pogorzelica, Pustkowo, Rewal, Śliwin et Trzęsacz.
La gmina borde les gminy de Dziwnów, Karnice, Świerzno et Trzebiatów.